# Nicanor Parra

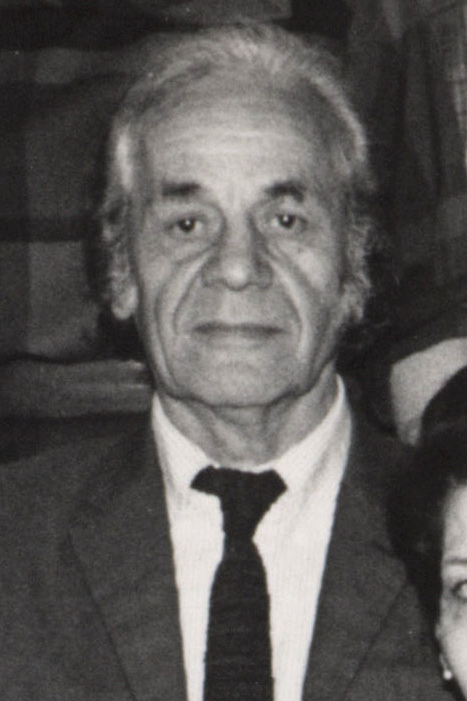
Nicanor Parra

Nicanor Parra (San Fabián de Alico, 5 september 1914 - Las Cruses, 23 januari 2018) was een Chileense wiskundige en dichter, wiens werken een belangrijk invloed hebben gehad op de literatuur van heel Zuid-Amerika. Hij heeft zich als “antipoeta” verklaard, wat betekent dat hij de pompeuze wijzen van andere dichters wilde verwerpen.

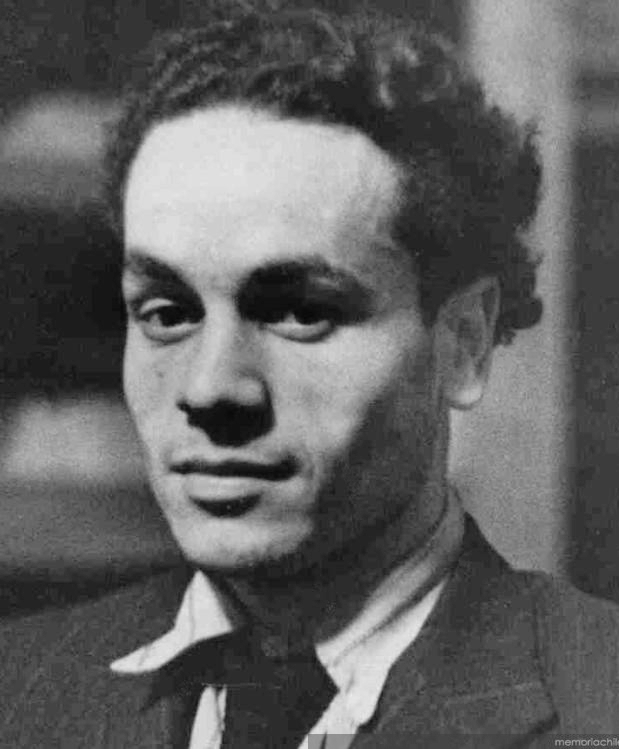
Parra, 1935

Na lezingen zei hij, “Ik trek alles wat ik gezegd heb weer in.” Een van zijn dichtbundels, Poemas y antipoemas (Gedichten en antigedichten, vert. Bertus Dijk, 1972), heeft een groot invloed gehad op de Beat Generation. In 2011 won Parra de Cervantesprijs voor zijn gehele oeuvre.
Zijn zuster Violeta Parra was een volkszangeres van internationaal belang.
Parra werd 103 jaar oud. Zie: Lijst van bekende honderdplussers.

## Werken
- Cancionero sin nombre, 1937
- Poemas y antipoemas, 1954, Poems & Antipoems, Jonathan Cape, ca. 1968
- La cueca larga, 1958
- Versos de salón, 1962
- Manifiesto, 1963
- Canciones rusas, 1967
- Obra gruesa, 1969
- Los profesores, 1971
- Artefactos, 1972
- Sermones y prédicas del Cristo de Elqui, 1977
- Nuevos sermones y prédicas del Cristo de Elqui, 1979
- El anti-Lázaro, 1981
- Plaza Sésamo, 1981
- Poema y antipoema de Eduardo Frei, 1982
- Cachureos, ecopoemas, guatapiques, últimas prédicas, 1983
- Chistes para desorientar a la policía, 1983
- Coplas de Navidad, 1983
- Poesía política, 1983
- Hojas de Parra, 1985
- Poemas para combatir la calvicie, 1993
- Páginas en blanco, 2001
- Lear Rey & Mendigo, 2004
- Obras completas I & algo +, 2006
- Discursos de Sobremesa, 2006, transl. Dave Oliphant, After Dinner Declarations, Host Publications, Inc., 2009

- Bibsys: 90222522
- Biblioteca Nacional de España: XX1059168
- Bibliothèque nationale de France: cb121200032 (data)
- Catàleg d'autoritats de noms i títols de Catalunya: 981058523348606706
- CiNii: DA09011822
- Gemeinsame Normdatei: 118591797
- International Standard Name Identifier: 0000 0001 1603 7906
- Library of Congress Control Number: n50050784
- Nationale Bibliotheek van Letland: 000018493
- MusicBrainz: e379bb92-88fe-4e61-9d9e-d7620ad2fe10
- Nationale Bibliotheek van Tsjechië: xx0002180
- Nationale bibliotheek van Australië: 35410118
- Nationale Bibliotheek van Israël: 987007439108405171
- Nationale Bibliotheek van Polen: a0000002667447
- Nationale en Universitaire bibliotheek Zagreb: 000276374
- Nederlandse Thesaurus van Auteursnamen: 070894876
- Réseau des bibliothèques de Suisse occidentale: 02-A003671949
- LIBRIS: 221948
- SNAC: w6km0pz4
- Système universitaire de documentation: 029610354
- Virtual International Authority File: 19710563
- WorldCat: E39PBJfxbKF4T4WkKhtjvgJhpP